# Sông Bé (tỉnh)
Sông Bé là một tỉnh cũ thuộc vùng Đông Nam Bộ, Việt Nam.

## Địa lý
Tỉnh Sông Bé có biên giới với Campuchia ở phía bắc, có vị trí địa lý:
- Phía đông giáp các tỉnh Đắk Lắk, Đồng Nai, Lâm Đồng
- Phía tây giáp tỉnh Tây Ninh
- Phía nam giáp Thành phố Hồ Chí Minh
- Phía bắc giáp Campuchia.

| Bảng thống kê diện tích và dân số qua các thời kỳ tỉnh Sông Bé | Bảng thống kê diện tích và dân số qua các thời kỳ tỉnh Sông Bé | Bảng thống kê diện tích và dân số qua các thời kỳ tỉnh Sông Bé |
| Năm                                                            | Diện tích (km²)                                                | Dân số (người)                                                 |
| -------------------------------------------------------------- | -------------------------------------------------------------- | -------------------------------------------------------------- |
| 1979                                                           | 9.745                                                          | 722.300                                                        |
| 1981                                                           | 9.859                                                          | 671.000                                                        |
| 1984                                                           | 9.859                                                          | 734.200                                                        |
| 1993                                                           | 9.442                                                          | 939.000                                                        |
| 1995                                                           | 8.519,4                                                        | 1.081.700                                                      |

Như vậy, Sông Bé là tỉnh có diện tích lớn nhất Nam Bộ lúc bấy giờ.

## Lịch sử
Tỉnh Sông Bé được thành lập ngày 2 tháng 7 năm 1976 trên cơ sở sáp nhập 2 tỉnh Bình Dương (chính quyền cách mạng gọi là tỉnh Thủ Dầu Một), Bình Phước (do chính quyền cách mạng sáp nhập hai tỉnh Bình Long, Phước Long tồn tại trước đó) và 3 xã An Bình, Bình An, Đông Hoà của huyện Thủ Đức. Ban đầu tỉnh lấy tên là tỉnh Bình Thủ, nhưng tên gọi này chỉ tồn tại trong một thời gian ngắn.
Khi mới thành lập, tỉnh Sông Bé có 14 huyện: Bến Cát, Bù Đăng, Bù Đốp, Châu Thành, Chơn Thành, Dầu Tiếng, Dĩ An, Đồng Xoài, Hớn Quản, Lái Thiêu, Lộc Ninh, Phú Giáo, Phước Bình, Tân Uyên và thị xã Thủ Dầu Một. Tỉnh lỵ đặt tại thị xã Thủ Dầu Một.
Năm 1977, Quyết định 55-CP năm 1977 hợp nhất một số huyện thuộc tỉnh Sông Bé: 
- Hợp nhất 3 huyện Lộc Ninh, Hớn Quản, Chơn Thành thành huyện Bình Long
- Hợp nhất 3 huyện Bù Đốp, Phước Bình, Bù Đăng thành huyện Phước Long
- Hợp nhất 2 huyện Đồng Xoài và Phú Giáo thành huyện Đồng Phú
- Sáp nhập huyện Dầu Tiếng vào huyện Bến Cát;
- Sáp nhập 4 xã của huyện Phú Giáo: Bình Mỹ, Tân Bình, Phước Hòa, Tân Hưng và 3 xã của huyện Châu Thành: Tân Phước Khánh, Tân Phú Hiệp (nay là các phường Phú Chánh, Vĩnh Tân) và Tân Vĩnh Hiệp vào huyện Tân Uyên
- Sáp nhập 5 xã của huyện Châu Thành: Phú Hòa (nay là phường Phú Hòa và phường Phú Lợi), Phú Mỹ, Định Hòa, Tương Bình Hiệp và Tân An (nay là các phường Tân An và phường Hiệp An) vào thị xã Thủ Dầu Một
- Hợp nhất 2 huyện Lái Thiêu và Dĩ An thành huyện Thuận An.

Năm 1978, tái lập huyện Lộc Ninh từ một số xã của 2 huyện Bình Long và Phước Long.
Năm 1988, tái lập huyện Bù Đăng từ một số xã của huyện Phước Long.
Đến năm 1996, tỉnh Sông Bé có 9 đơn vị hành chính gồm thị xã Thủ Dầu Một (tỉnh lỵ) và 8 huyện: Bến Cát, Bình Long, Bù Đăng, Đồng Phú, Lộc Ninh, Phước Long, Tân Uyên, Thuận An.
Ngày 6 tháng 11 năm 1996, kỳ họp thứ 10, Quốc hội khóa IX ra nghị quyết chia tỉnh Sông Bé để tái lập tỉnh Bình Dương và tỉnh Bình Phước: 
- Tỉnh Bình Dương gồm thị xã Thủ Dầu Một và 3 huyện: Bến Cát, Tân Uyên, Thuận An (ngày nay bao gồm 5 thành phố Thủ Dầu Một, Dĩ An, Thuận An, Tân Uyên, Bến Cát và 4 huyện Bàu Bàng, Bắc Tân Uyên, Phú Giáo, Dầu Tiếng). Tỉnh lỵ đặt tại thị xã Thủ Dầu Một.
- Tỉnh Bình Phước gồm 5 huyện: Bình Long, Bù Đăng, Đồng Phú, Lộc Ninh, Phước Long (ngày nay bao gồm thành phố Đồng Xoài, 3 thị xã Bình Long, Phước Long, Chơn Thành và 8 huyện Bù Đăng, Bù Đốp, Bù Gia Mập, Đồng Phú, Hớn Quản, Lộc Ninh, Phú Riềng). Tỉnh lỵ đặt tại thành phố Đồng Xoài tỉnh Bình Phước